# Pascale Machaalani
 (août 2018).
Si vous disposez d'ouvrages ou d'articles de référence ou si vous connaissez des sites web de qualité traitant du thème abordé ici, merci de compléter l'article en donnant les références utiles à sa vérifiabilité et en les liant à la section « Notes et références ».
 (octobre 2008).
Pascale Machaalani, de son vrai nom Pascale Bechara Bechalani (en arabe : باسكال بشارة بشعلاني), née le 27 mars 1967 à Zalqa, est une chanteuse libanaise. 

## Biographie

### Enfance
Pascale Bechara Machaalani naît le 27 mars 1967 à Jdeideh-Zalka et grandit à Jounieh.
Issue d'une famille catholique maronite, Pascale perd son père avant son premier anniversaire. Sa mère prend alors en charge son éducation, ainsi que celle de son frère Elie (qui l'accompagnera durant toute sa carrière) et de sa grande sœur Dalida.
Elle est couronnée reine de beauté de Zahleh à l’âge de 13 ans.

### Vie privée
Elle se marie avec le compositeur Melhem Abou Chedid en mai 2010. Le 14 septembre 2011, le couple donne naissance à un enfant, prénommée Elie.
Elle possède également la nationalité canadienne.

### Carrière musicale
Le talent de Pascale Machaalani est découvert par le compositeur Ehsan Al Munzer et le poète Toufic Barakat.
Elle commence sa carrière en 1990. Son premier album, Sahar Sahar, sorti en 1990, naît de sa collaboration avec le poète Abdel Rahman Al Abnoudi et le compositeur Jamal Salameh.
Elle a travaillé avec de nombreux compositeurs et poètes à travers le monde arabe.
Son septième album studio, Nour el Chams (The Light from the Sun), a rencontré un grand succès et est devenu l’un des albums les plus vendus au Moyen-Orient. La chanson principale de l'album, Nour el Chams, apparaît dans la bande-originale du film Spy Game.
Sa musique est particulièrement populaire au sein de la communauté moyen-orientale de Melbourne.

## Discographie

### Albums studio
- Sahar Sahar (arabe : سهر سهر) - 1990
- Nazret Ouyounak (arabe : نظرة عيونك) - 1994
- Banadi (arabe : بنادي) - 1994
- Albak Assi (arabe : قلبك قاسي – Ton cœur est dur) - 1996
- Lamma Bshoufak (arabe : لما بشوفك – To See You) - 1998
- Khayala (arabe : خيالة – Fantasy) - 1999
- Nour El Shams (arabe : نور الشمس – Lumière du Soleil) - 1999
- Albi (arabe : قلبي – Mon cœur) - 2001
- Shou Amaltellak Ana (arabe : شو عملتلك انا) - 2003
- Sa’beh Eish... Men Dounak (arabe : صعبة عيش من دونك) - 2004
- Akbar Kidba Bi Hayati (arabe : أكبر كذبة بحياتي) - 2005
- Akhed Aqli (arabe : آخذ عقلي – Take My Mind) - 2007
- Bahebak Ana Bahebak (arabe : بحبك انا بحبك – Je t’aime, je t’aime) - 2009

Chansons simples
- « A7lam El Banat » احلام البنات
- « St. Rafka » ترتيلة القديسة رفقا

### Compilations
- Ma Fi Nawm (arabe : ما في نوم)

### Récompenses
Elle reçoit le Golden CD de la Music Master Company pour son album Banadi, sorti en 1994.
Elle est la première chanteuse arabe invitée en Malaisie par la Warner Music Group à la suite du succès de sa chanson Nour El Chams. Cet album,vendu à plus de 250 000 exemplaires, permit à Pascale Machaalani de recevoir le prix du double disque de platine.
Elle reçoit le prix Dereh Takrim de l'armée Libanaise pour sa chanson Zalghet Ya Loubnan.
Elle est baptisée Reine de la Chanson par Georges Brahim El Khouty, rédacteur en chef de Alchabaka.

### Performances
Elle a chanté pendant deux semaines en Malaisie. Elle a aussi participé à plusieurs festivals de la chanson arabe, notamment : 
- Tunisie : à Carthage et dans d'autres lieux.
- Égypte : au sein des principales fêtes en haut de la pyramide.
- Syrie : festival Al Mahaba.
- Jordanie
- Algérie : festival de Timgad.
- Libye
- Oman
- Émirats arabes unis
- Dubaï
- Koweït
- et les fêtes des 'colonies' arabes en France, Allemagne, Grande-Bretagne, Danemark, Canada, Australie, Amérique.